# Der Verlorene
Der Verlorene ('De Verlorene') is een West-Duitse film noir uit 1951, met Peter Lorre, Karl John en Renate Mannhardt in de hoofdrollen. Lorre was co-scenarist en regisseur van de film, die hij baseerde op een waargebeurd verhaal. De Engelstalige versie werd uitgebracht als The Lost One, wat ook de titel is van Lorre's biografie door Stephen D. Youngkin.

## Plot
Het verhaal is door middel van flashbacks opgebouwd. Dr. Karl Rothe (Peter Lorre) is een bacterioloog die tijdens de Tweede Wereldoorlog voor de Duitse regering werkt. Als hij er achter komt dat zijn verloofde details van een geheim onderzoek aan de vijand heeft doorgespeeld, wurgt hij haar. Vervolgens gaat hij zich te buiten aan een lange reeks oorlogsmisdaden. Wegens zijn verdiensten knijpt de regering een oogje dicht. Na de oorlog werkt Rothe onder een valse naam als arts voor displaced persons. Wanneer hij een naziofficier ziet die hem hielp de moord te verdoezelen, raakt Rotte overmand door schuldgevoelens.

## Rolverdeling
| Acteur                             | Personage                                 |
| ---------------------------------- | ----------------------------------------- |
| Peter Lorre                        | Dr. Karl Rothe, alias Dr. Karl Neumeister |
| Karl John                          | Hösch, alias Nowak                        |
| Helmuth Rudolph as Colonel Winkler |                                           |
| Johanna Hofer                      | Frau Hermann                              |
| Renate Mannhardt                   | Inge Hermann                              |
| Eva Ingeborg Scholz                | Ursula Weber                              |
| Lotte Rausch                       | vrouw in de trein                         |
| Gisela Trowe                       | prostituee                                |
| Hansi Wendler                      | Rothe's secretaresse                      |
| Kurt Meister                       | Preefke                                   |
| Alexander Hunzinger                | dronkaard                                 |

## Achtergrond
Peter Lorre reisde in de herfst van 1950 van Hollywood naar Duitsland om Der Verlorene te maken. Het is de enige film die hij schreef of regisseerde. De filmsets werden ontworpen door de artdirector Franz Schroedter.

## Ontvangst
De film ging op 18 september 1951 in Frankfurt am Main in première, maar draaide slechts tien dagen. Op enkele positieve kritieken na werd de film ongunstig ontvangen. Het Duitse publiek werd niet graag geconfronteerd met oorlogsmisdaden en gaf over het algemeen de voorkeur aan heimatfilms. In de Verenigde Staten werd de film pas in 1984 uitgebracht, twintig jaar na Lorre's dood. In de loop der tijd is de waardering voor de film toegenomen.